# Grottrumsel
Grottrumsel, trumsel grota – prostokątny żagiel rejowy występujący na żaglowcach typu bryg, bark lub fregata, na ich głównych, lub środkowych masztach, czyli grotmasztach. Najczęściej jest to żagiel szóstego piętra ożaglowania rejowego, licząc od pokładu, i jednocześnie najwyższy na swoim maszcie.
Ponieważ świat żaglowców cechuje się bardzo dużym urozmaiceniem budowy takielunku, możliwe są także inne rozwiązania. Np. gdy zamiast jednego grotbramsla występują dwa żagle – g. dolny i g. górny, to wtedy automatycznie grottrumsel staje się żaglem piętra siódmego.
Bezpośrednio pod grottrumslem wisi zazwyczaj grotbombramsel, natomiast nad grottrumslem może znajdować się jeszcze jeden żagiel rejowy – grottopsel (moonraker), dzieje się tak jednak niezmiernie rzadko.
Na barku lub fregacie może być więcej niż trzy maszty, wtedy trumsle noszą odpowiednio nazwy: trumsel grota pierwszego, trumsel grota drugiego itd.
Na brygu, który jest typem rejowego żaglowca dwumasztowego, znajdują się zwykle dwa maszty fokmaszt (przedni) i grotmaszt (tylny). Grottrumsel znajduje się na tym drugim.